# Wonderful Things!
Wonderful Things! é um filme britânico de 1958, uma comédia romântico-dramática dirigida por Herbert Wilcox protagonizada por Frankie Vaughan, Jocelyn Lane e Wilfrid Hyde-White.

## Sinopse
Dois irmãos pescadores disputam o amor de uma mulher.[carece de fontes?]

## Elenco
- Frankie Vaughan ... Carmello
- Jeremy Spenser ... Mario
- Jocelyn Lane ... Pepita
- Wilfrid Hyde-White ... Sir Bertram
- Jean Dawnay ... Anne
- Eddie Byrne ... Harry
- Harold Kasket ... Poppa
- Christopher Rhodes ... Codger
- Nancy Nevinson ... Mamma
- Cyril Chamberlain ... Butler